# Bohus (vesting)
Bohus fästning (Bohus fort) is een veertiende-eeuws Noors fort gelegen in de Zweedse stad Kungälv.

## Geschiedenis
Het fort werd in 1308 gebouwd door Haakon V van Noorwegen om de zuidgrens van Noorwegen te beschermen tegen Zweden. Magnus Eriksson hield er later zijn hof. Ook werd er tol geheven vanuit het fort over het vervoer over de Göta rivier, de zogenaamde "Bohus-tol". Vanwege deze tol trokken de inwoners van Lödöse naar Göteborg.
Tijdens de Zevenjarige Oorlog van 1563 tot 1570 werd het fort zesmaal aangevallen door de Zweden. Het is de Zweden niet gelukt het fort in te nemen. In 1566 lukte het de Zweedse troepen wel om een toren, de zogenaamde Rode Toren, in te nemen. Een van de Noorse soldaten ging hierop de kruitopslag in de kelder van deze toren in en blies zichzelf met de toren op, waardoor het kasteel uiteindelijk in Noorse handen bleef. Volgens een andere overlevering waren het de Zweedse soldaten die de toren opbliezen.
Na de oorlog werd het fort herbouwd en verder verstevigd. De architecten waren Hans van Steenwinckel (?-1639) en Hans Paaske.
In 1658 werd de Vrede van Roskilde gesloten. De grens van Noorwegen, op dat moment deel van het Koninkrijk van Denemarken, werd in dat verdrag naar het noorden verplaatst, waardoor het fort in Zweden kwam te liggen.
In 1676 en 1678 werd het fort belegerd door Noorse troepen. Tijdens het beleg van 1678 bestond het garnizoen uit 900 Zweedse en Finse soldaten. Het leger uit Noorwegen bestond uit bijna 15.000 soldaten. Het beleg duurde twee maanden, waarbij 25.000 kanonskogels op het fort werden afgeschoten. Het fort hield stand tot de komst van hulptroepen, elders uit Zweden. Tijdens de strijd kwamen 500 verdedigers om.
Na deze strijd werd het fort opnieuw voor een groot deel herbouwd, maar werd in 1789 verlaten. Gedeelten van het fort werden opgeblazen. Wel heeft het daarna nog enige tijd als gevangenis dienstgedaan. Ook Thomas Leopold heeft er 37 jaar gevangengezeten. In de negentiende eeuw werd het fort definitief verlaten, waarna mensen uit de omgeving het hebben gebruikt als plaats om stenen te verzamelen voor nieuwe gebouwen.

## Bouw
Het centrale deel van het fort heeft een trapezoïde vorm, met op de vier hoeken een toren. Rondom dit centrale deel bevindt zich een tweede muur met puntige bastions.

### Centrale deel
De belangrijkste ingang bevindt zich in het centrum van de westelijke zijde en stamt uit de veertiende eeuw.
Tegen de oostelijke muur staat een groot gebouw uit de vijftiende eeuw, genaamd "Nya magasinet". Dit gebouw bevatte de leefvertrekken van de bewoners van het kasteel.
De noordwestelijke toren is het beste bewaard van de vier torens en heeft de naam "Fars Hatt". De noordoostelijke toren is de Rode toren, die in 1566 werd opgeblazen. De toren is later herbouwd en heeft zelfs nog als molen dienstgedaan. De zuidwestelijke toren wordt "Mors mössa" genoemd. De zuidoostelijke toren, die in eerdere tijd Mors mössa genoemd werd, is in de loop van de geschiedenis verdwenen, vermoedelijk doordat de toren is opgenomen in de gebouwen die tegen de zuidmuur aan zijn gebouwd.
Midden op de binnenplaats bevindt zich een put, die in 1616 werd uitgehouwen.

### Buitenste deel
Het buitenste deel van het fort stamt voornamelijk uit de zestiende eeuw, na de Zevenjarige Oorlog. Ten noorden van het oorspronkelijke fort bevindt zich nog een grote binnenplaats met vijver. Ook bevinden zich hier nog gebouwen die dienst hebben gedaan als barakken. 

## Beheer
Het beheer van Bohus fästning is in handen van de Zweedse Koninklijke Bouw Vereniging.